# 에바 페론
마리아 에바 두아르테 데 페론(스페인어: María Eva Duarte de Perón, 본명: 에바 마리아 이바르구렌(Eva María Ibarguren), 문화어: 에바 뻬론, 1919년 5월 7일~1952년 7월 26일)는 아르헨티나의 대통령을 지낸 후안 페론의 두 번째 부인이다. 애칭인 에비타(Evita)로 불린다.

## 출생과 초기 생애

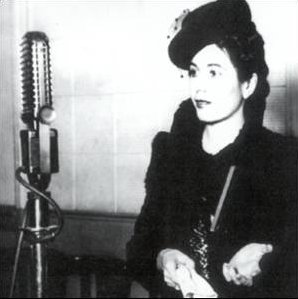
1941년의 에바 두아르테

부에노스아이레스주의 작은 마을 로스톨도스의 농장에서 부유한 농장주인 후안 두아르테와 그의 정부인 후아나 이바르구렌 사이에서 태어났다. 아버지 후안 두아르테는 정식 부인이 따로 있었고, 후아나와의 사이에서 난 에바 및 다른 딸들을 법적으로 인정하지 않았다. 생부에게서 버림받은 에바는 모친 및 다른 자매들과 함께 곧 후닌으로 옮겨 그 곳에서 가난한 생활을 하며 지냈다.
그들은 후닌에서 한동안 방 한칸짜리 아파트에서 매우 가난하게 살았으나, 생모의 가족의 도움으로 더 큰 집으로 옮길 수 있었다. 에바는 학창 시절, 학교 연극과 연주회에서 재능을 발휘하며 주목을 받으며, 영화배우가 될 꿈을 키웠다. 에바는 15살인 1934년, 부에노스아이레스로 옮겨 연예계 진출을 시도했다. 처음에는 모델로 활동하다가, 연극배우, 영화배우, 라디오 성우 등으로 차츰 이름을 알려 1940년 경부터 유명 연예인이 되었고, 라디오 방송국을 소유하는 등 경제적으로도 크게 성공했다.

## 후안 페론과의 만남

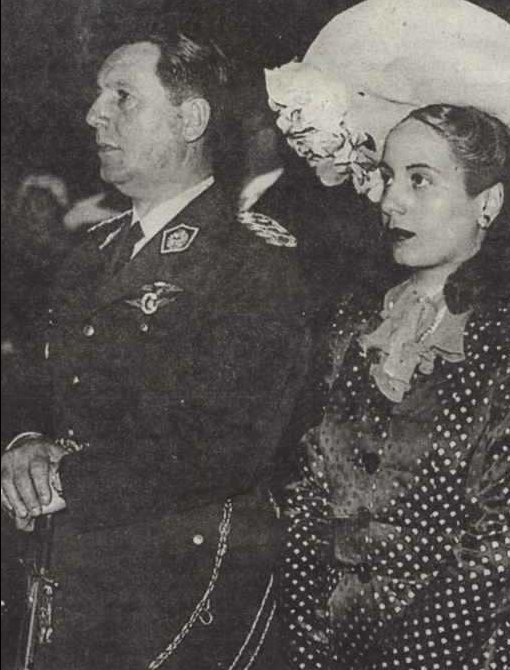
후안 페론과 함께

1944년, 산후안에서 지진이 발생하여 6천명 이상이 사망하는 참사가 일어났다. 육군 대령 출신으로 당시 정부의 노동부 장관이던 후안 페론은 이재민 구호를 위한 기금을 마련하려고 했으며, 이때 에바 두아르테와 후안 페론은 처음 만났다. 첫 번째 부인을 잃고 독신으로 살던 후안 페론은 에바 두아르테의 젊음과 미모에 빠져들었으며, 두 사람은 곧 함께 살게 되었다. 그런 가운데 기금 마련으로 하층민들에게 좋은 인상을 남긴 후안 페론은 곧 부통령 자리에 오르며 군부와 대중의 지지를 동시에 확보했다. 후안 페론과 에바 두아르테는 1945년 정식으로 결혼했으며, 그 다음해 대통령 선거를 준비했다.

## 자선 사업과 여성 운동

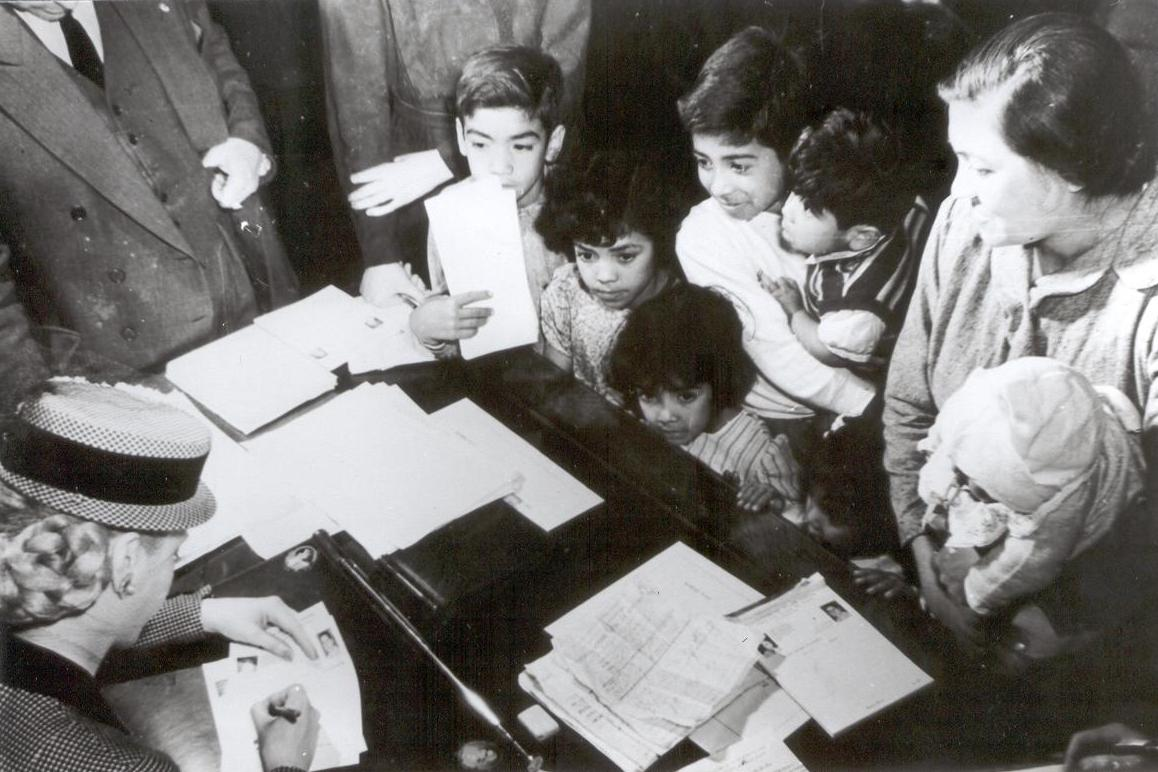
에바 페론 재단에서의 활동

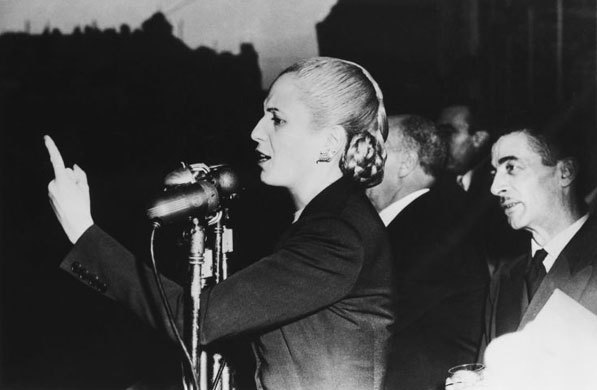
연설하는 에바 페론

에바는 남편의 선거 유세 자리에 동행하며 대중으로부터 폭발적인 인기를 얻었다. 에비타라는 애칭으로 불린 것도 이 무렵부터이다. 후안 페론은 대통령 선거에서 승리, 1946년 6월 정식으로 취임했다.
에바는 정부 내에서 공식적인 직책에 오른 적은 없으나, 노동자 및 하층민들에게 후한 정책을 펼칠 수 있게 하는 것을 가능하게 해주며 사실상의 보건부 장관 자리에 있었다. 1947년에는 유럽 여러 나라를 방문하였으며, 대통령인 남편보다 더 많은 관심을 받았다. 스페인에서는 가난한 아동들에게 구호 활동을 펼쳤고, 프랑스에서는 샤를 드 골을 만나 식량 지원을 약속했다.
한편 정의당의 분파인 여성 페론당을 결성하여 그 대표로 있었으며, 이를 통하여 여성 참정권 도입 등의 여성 운동에 기여하였다. 그리고 노동단체, 기업 등의 헌금으로 운영되는 에바 페론 재단을 설립하여 그 대표를 겸했다. 에바 페론 재단의 기금은 학교, 병원, 양로원 등을 건립하고 각종 자선사업을 하는 데 쓰여지며 민중의 지지를 받았다. 그러나 이로 인하여 상류층 및 군부와의 관계는 악화되기 시작하였다.

## 사망
차츰 그의 개혁에 대한 모순이 드러나는 가운데, 그는 1950년, 자궁암 진단을 받았다. 건강이 차츰 악화되어 가는 가운데, 1951년 부통령 후보로 지명되었다. 그러나 군부는 부통령 지명을 철회하도록 강요하여, 10월 부통령 후보 자리에서 물러났다. 11월 대선에서 남편은 재선에 성공했으나, 에바의 건강은 더욱 악화되어 갔다. 그 다음해 두 번째 임기가 시작되기 전에 남편은 그를 '영적 지도자'의 자리에 올렸다. 그러면서 에바 페론은 아르헨티나 국민들을 위해 자신의 병마를 이를 악물고 숨겨왔다. 그러나 그의 암은 상태가 더욱 악화돼, 1952년 7월 26일 33세의 젊은 나이로 생을 마감했다.

## 사망 이후

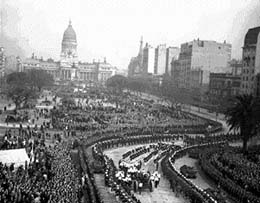
에바 페론의 장례식

국민의 애도 속에 국장이 치러졌고, 이후로도 국민들은 그를 외경스러운 존재로 기억했다. 아르헨티나는 그에 대한 평가로 이후 큰 혼란을 겪게 되며 노동자와 민중에서는 그를 성녀로 추대하려는 시도를 한 반면, 그의 정적들은 국민들에게서 그의 흔적을 없애기 위하여 노력했다. 이런 가운데 개혁의 결함으로 인하여 남편은 정치적 궁지에 몰렸으며, 결국 1955년 쿠데타로 축출되었다. 쿠데타로 집권한 새 정부에서 먼저 한 일은 페론주의의 상징인 그를 아르헨티나 정계에서 몰아내는 것이었다. 이에 따라 방부 처리되어 있던 그의 시신을 은닉하여 이탈리아로 빼돌렸다. 1971년 시신은 스페인에 망명중이던 후안 페론측에 인도되었고, 1975년 후안 페론의 다음 부인인 이사벨 페론이 대통령이 된 후 아르헨티나로 송환하여 대통령궁에 안치하였다. 그러나 다시 쿠데타가 일어난 후 군사정권은 유해를 제거했으며, 유해는 부에노스아이레스 레콜레타 구역의 공동묘지의 두아르테 가족묘지에 안장되었다.

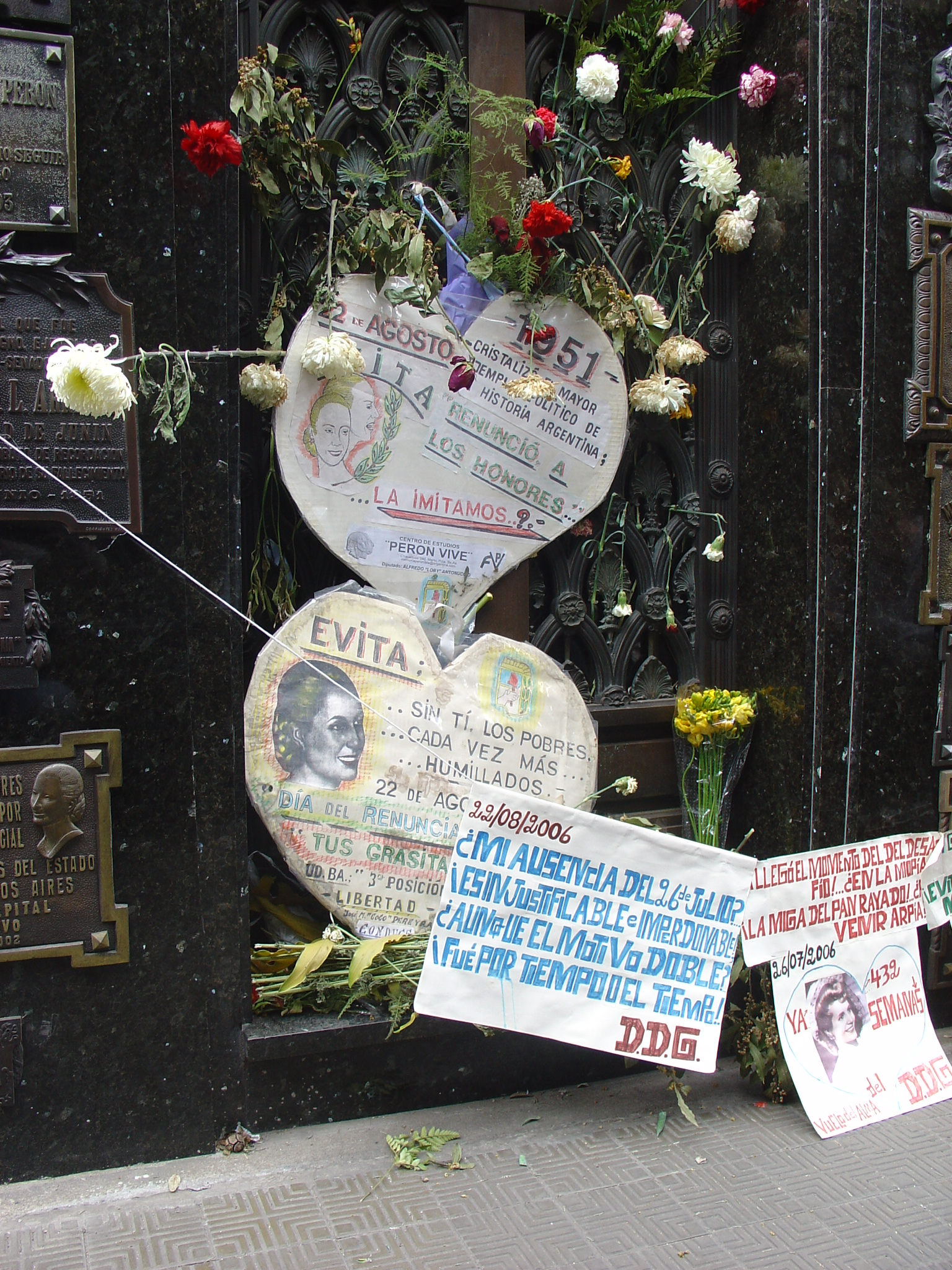
에바 페론의 묘

## 평가
후안 페론이 에바에게 권력을 향한 길을 열어주었다면, 에바는 노동자와 농민들을 본능적으로 이해하여 후안 페론에게 이익을 가져다주었다. 페론 부부는 세계 역사상 가장 큰 권력을 지닌 부부였지만, 그들의 부부 관계가 원만했던 것은 아니며, 그들이 남긴 발자취로 가장 논쟁의 여지가 많은 커플로 기억된다.
에바 페론에 대해서는 찬성과 반대 의견이 크게 공존하고 있으며, 세상을 떠난지 50년이 넘은 현재까지도 추모 열기는 계속되고 있다. 약자를 위한 복지 정책을 내놓아 대중의 칭송을 받았으나, 아르헨티나 경제를 망친 장본인이며, 후안 페론의 독재를 위한 방패막이었다는 비판도 많다.

## 문화적 묘사
그녀의 이야기는 여러 차례 문학과 영화, 연극 등으로 다루어졌다. 가장 대표적인 작품은 다음과 같다.
- 에비타 (뮤지컬) - 팀 라이스와 앤드루 로이드 웨버의 뮤지컬.
- 에비타 (영화) - 마돈나가 주연을 맡은 영화.

## 같이 보기
- 후안 페론
- 에비타